# James Blake
James Riley Blake (Yonkers, Nova York, Estats Units, 28 de desembre de 1979) és un tennista professional estatunidenc retirat.
En el seu palmarès hi ha deu títols individuals i set de dobles masculins en el circuit ATP. Va arribar a ocupar el quart i el 31è llocs dels rànquings respectius. El millor resultat fou la disputa del Tennis Masters Cup de l'any 2006, on va caure enfront Roger Federer. Va formar part de l'equip estatunidenc de la Copa Davis que es va imposar en la final de l'any 2007. Blake fou conegut pel seu revés ràpid i fort, i un carrera marcada per diverses lesions, des de petit pateix desviament de columna, i a més, el 2004, un xoc contra un pal en un partit contra Robby Ginepri li provocà un fractura en una vèrtebra del coll.

## Biografia
Fill de Betty i Thomas Reynolds Blake, d'origen britànic i afroamericà respectivament. Té un germà gran anomenat Thomas, que també va ser tennista, i quatre germanastres més grans anomenats Jason, Christopher, Howard i Michelle. La família es va traslladar a Fairfield (Connecticut) per motius de feina del seu pare. Va estudiar al Fairfield High School i posteriorment va entrar a la Universitat Harvard, però la va deixar per poder-se dedicar totalment a la seva carrera professional de tennis.
Va començar a jugar a tennis amb cinc anys junt al ser germà Thomas. Quan tenia tretze anys se li va diagnosticar una escoliosi força severa per la qual va haver de portar una faixa rígida per l'esquena durant tot el dia.
Blake es va casar amb la publicista estatunidenca Emily Snider a Del Mar (Califòrnia) l'any 2012, i van tenir dues filles anomenades Riley Elizabeth i Emma.

## Palmarès

### Individual: 24 (10−14)
| Llegenda (pre/post 2009)                                 |
| -------------------------------------------------------- |
| Grand Slams (0−0)                                        |
| Tennis Masters Cup / ATP Finals (0−1)                    |
| ATP Masters Series / ATP World Tour Masters 1000 (0−2)   |
| ATP International Series Gold / ATP World Tour 500 (1−1) |
| ATP International Series / ATP World Tour 250 (9−10)     |

| Títols per superfície |
| --------------------- |
| Dura (10−9)           |
| Gespa (0−3)           |
| Terra batuda (0−2)    |

| Resultat  | Núm. | Data                   | Torneig                     | Superfície   | Oponent             | Marcador         |
| --------- | ---- | ---------------------- | --------------------------- | ------------ | ------------------- | ---------------- |
| Finalista | 1.   | 18 de febrer de 2002   | Memphis, Estats Units       | Dura         | Andy Roddick        | 6−4, 3−6, 7−5    |
| Finalista | 2.   | 8 de juliol de 2002    | Newport, Estats Units       | Gespa        | Taylor Dent         | 6−1, 4−6, 6−4    |
| Guanyador | 1.   | 12 d'agost de 2002     | Washington DC, Estats Units | Dura         | Paradorn Srichaphan | 1−6, 7−6(5), 6−4 |
| Finalista | 3.   | 18 d'agost de 2003     | Long Island, Estats Units   | Dura         | Paradorn Srichaphan | 2−6, 4−6         |
| Finalista | 4.   | 1 d'agost de 2005      | Washington DC               | Dura         | Andy Roddick        | 5−7, 3−6         |
| Guanyador | 2.   | 22 d'agost de 2005     | New Haven, Estats Units     | Dura         | Feliciano López     | 3−6, 7−5, 6−1    |
| Guanyador | 3.   | 10 d'octubre de 2005   | Estocolm, Suècia            | Dura (i)     | Paradorn Srichaphan | 6−1, 7−6(6)      |
| Guanyador | 4.   | 9 de gener de 2006     | Sydney, Austràlia           | Dura         | Igor Andreev        | 6−2, 3−6, 7−6(3) |
| Guanyador | 5.   | 27 de febrer de 2006   | Las Vegas, Estats Units     | Dura         | Lleyton Hewitt      | 7−5, 2−6, 6−3    |
| Finalista | 5.   | 6 de març de 2006      | Indian Wells, Estats Units  | Dura         | Roger Federer       | 5−7, 3−6, 0−6    |
| Finalista | 6.   | 12 de juny de 2006     | Londres, Regne Unit         | Gespa        | Lleyton Hewit       | 4−6, 4−6         |
| Guanyador | 6.   | 17 de juliol de 2006   | Indianapolis, Estats Units  | Dura         | Andy Roddick        | 4−6, 6−4, 7−6(5) |
| Guanyador | 7.   | 25 de setembre de 2006 | Bangkok, Tailàndia          | Dura (i)     | Ivan Ljubičić       | 6−3, 6−1         |
| Guanyador | 8.   | 9 d'octubre de 2006    | Estocolm (2)                | Dura (i)     | Jarkko Nieminen     | 6−4, 6−2         |
| Finalista | 7.   | 13 de novembre de 2006 | Tennis Masters Cup, Xina    | Dura (i)     | Roger Federer       | 0−6, 3−6, 4−6    |
| Guanyador | 9.   | 8 de gener de 2007     | Sydney (2)                  | Dura         | Carles Moyà         | 6−3, 5−7, 6−1    |
| Finalista | 8.   | 29 de gener de 2007    | Delray Beach, Estats Units  | Dura         | Xavier Malisse      | 7−5, 4−6, 4−6    |
| Finalista | 9.   | 16 de juliol de 2007   | Los Angeles, Estats Units   | Dura         | Radek Štěpánek      | 6−7(7), 7−5, 2−6 |
| Finalista | 10.  | 13 d'agost de 2007     | Cincinnati, Estats Units    | Dura         | Roger Federer       | 1−6, 4−6         |
| Guanyador | 10.  | 20 d'agost de 2007     | New Haven (2)               | Dura         | Mardy Fish          | 7−5, 6−4         |
| Finalista | 11.  | 11 de febrer de 2008   | Delray Beach (2)            | Dura         | Kei Nishikori       | 6−3, 1−6, 4−6    |
| Finalista | 12.  | 14 d'abril de 2008     | Houston, Estats Units       | Terra batuda | Marcel Granollers   | 4−6, 6−1, 5−7    |
| Finalista | 13.  | 10 de maig de 2009     | Estoril, Portugal           | Terra batuda | Albert Montañés     | 7−5, 6−7(6), 0−6 |
| Finalista | 14.  | 14 de juny de 2009     | Londres (2)                 | Gespa        | Andy Murray         | 5−7, 4−6         |

### Dobles masculins: 10 (7−3)
| Llegenda (pre/post 2009)                                 |
| -------------------------------------------------------- |
| Grand Slams (0−0)                                        |
| Tennis Masters Cup / ATP Finals (0−0)                    |
| ATP Masters Series / ATP World Tour Masters 1000 (1−0)   |
| ATP International Series Gold / ATP World Tour 500 (0−2) |
| ATP International Series / ATP World Tour 250 (6−1)      |

| Títols per superfície |
| --------------------- |
| Dura (4−2)            |
| Gespa (0−0)           |
| Terra batuda (3−0)    |
| Moqueta (0−1)         |

| Resultat  | Núm. | Data                 | Torneig                    | Superfície   | Parella       | Oponents                          | Marcador            |
| --------- | ---- | -------------------- | -------------------------- | ------------ | ------------- | --------------------------------- | ------------------- |
| Guanyador | 1.   | 12 d'agost de 2002   | Cincinnati, Estats Units   | Dura         | Todd Martin   | Mahesh Bhupathi Max Mirnyi        | 7−5, 6−3            |
| Guanyador | 2.   | 9 de març de 2003    | Scottsdale, Estats Units   | Dura         | Mark Merklein | Mark Philippoussis Lleyton Hewitt | 6−4, 6−7(2), 7−6(5) |
| Guanyador | 3.   | 15 de febrer de 2004 | San José, Estats Units     | Dura (i)     | Mardy Fish    | Rick Leach Brian MacPhie          | 6−2, 7−5            |
| Guanyador | 4.   | 18 d'abril de 2004   | Houston, Estats Units      | Terra batuda | Mardy Fish    | Rick Leach Brian MacPhie          | 6−3, 6−4            |
| Guanyador | 5.   | 2 de maig de 2004    | Múnic, Alemanya            | Terra batuda | Mark Merklein | Julian Knowle Nenad Zimonjić      | 6−2, 6−4            |
| Finalista | 1.   | 26 de febrer de 2006 | Memphis, Estats Units      | Dura         | Mardy Fish    | Chris Haggard Ivo Karlović        | 6−0, 5−7, [5−10]    |
| Finalista | 2.   | 28 d'octubre de 2007 | Basilea, Suïssa            | Moqueta (i)  | Mark Knowles  | Bob Bryan Mike Bryan              | 1−6, 1−6            |
| Guanyador | 6.   | 15 d'abril de 2012   | Houston (2)                | Terra batuda | Sam Querrey   | T. Conrad Huey Dominic Inglot     | 7−6(14), 6−4        |
| Finalista | 3.   | 24 de febrer de 2013 | Memphis (2)                | Dura (i)     | Jack Sock     | Bob Bryan Mike Bryan              | 1−6, 2−6            |
| Guanyador | 7.   | 3 de març de 2013    | Delray Beach, Estats Units | Dura         | Jack Sock     | Max Mirnyi Horia Tecău            | 6−4, 6−4            |

### Equips: 3 (3−0)
| Resultat  | Núm. | Data                                   | Torneig                            | Superfície | Equip                                 | Oponents                                                            | Resultat |
| --------- | ---- | -------------------------------------- | ---------------------------------- | ---------- | ------------------------------------- | ------------------------------------------------------------------- | -------- |
| Guanyador | 1.   | 4 de gener de 2003                     | Copa Hopman, Perth, Austràlia      | Dura       | Serena Williams                       | Alicia Molik · Lleyton Hewitt                                       | 3–0      |
| Guanyador | 2.   | 10 de gener de 2004                    | Copa Hopman (2)                    | Dura       | Lindsay Davenport                     | Daniela Hantuchová · Karol Kučera                                   | 2–1      |
| Guanyador | 3.   | 30 de novembre − 2 de desembre de 2007 | Copa Davis, Portland, Estats Units | Dura (i)   | Bob Bryan · Mike Bryan · Andy Roddick | Nikolai Davidenko · Mikhaïl Iujni · Ígor Andréiev · Dmitri Tursúnov | 4–1      |

## Trajectòria

### Individual
| Grand Slam               |               |               |               |               |               |               |               |               |               |               |                       |                       |                       |                       |                       |           |           |
| Open d'Austràlia         | A             | Q2            | Q3            | 2R            | 4R            | 4R            | 2R            | 3R            | 4R            | QF            | 4R                    | 2R                    | A                     | A                     | Q2                    | 0 / 9     | 21 − 9    |
| Roland Garros            | A             | A             | Q2            | 2R            | 2R            | A             | 2R            | 3R            | 1R            | 2R            | 1R                    | A                     | A                     | 1R                    | 1R                    | 0 / 9     | 6 − 9     |
| Wimbledon                | A             | Q1            | Q1            | 2R            | 2R            | A             | 1R            | 3R            | 3R            | 2R            | 1R                    | 1R                    | 1R                    | 1R                    | 2R                    | 0 / 11    | 8 − 11    |
| US Open                  | 1R            | Q2            | 2R            | 3R            | 3R            | A             | QF            | QF            | 4R            | 3R            | 3R                    | 3R                    | 2R                    | 3R                    | 1R                    | 0 / 13    | 25 − 13   |
| Altres                   |               |               |               |               |               |               |               |               |               |               |                       |                       |                       |                       |                       |           |           |
| Jocs Olímpics            | NC            | A             | No celebrat   | No celebrat   | No celebrat   | A             | No celebrat   | No celebrat   | No celebrat   | 4t            | No celebrat           | No celebrat           | No celebrat           | A                     | NC                    | 0 / 1     | 4 − 2     |
| Tennis Masters Cup       | A             | A             | A             | A             | A             | A             | A             | F             | A             | A             | A                     | A                     | A                     | A                     | A                     | 0 / 1     | 3 − 2     |
| ATP Masters Series       |               |               |               |               |               |               |               |               |               |               |                       |                       |                       |                       |                       |           |           |
| Indian Wells             | A             | 1R            | Q1            | 1R            | QF            | QF            | 3R            | F             | 3R            | QF            | 3R                    | 3R                    | 2R                    | A                     | 2R                    | 0 / 12    | 23 − 12   |
| Miami                    | A             | Q1            | Q2            | 4R            | 3R            | 1R            | 2R            | QF            | 2R            | QF            | 3R                    | 2R                    | 3R                    | 1R                    | 3R                    | 0 / 12    | 17 − 12   |
| Montecarlo               | A             | A             | A             | 1R            | 2R            | A             | A             | A             | A             | A             | A                     | A                     | A                     | A                     | A                     | 0 / 2     | 1 − 2     |
| Roma                     | A             | A             | A             | QF            | 1R            | 1R            | A             | 1R            | 1R            | QF            | 1R                    | A                     | A                     | A                     | A                     | 0 / 7     | 6 − 7     |
| Hamburg                  | A             | A             | A             | 1R            | 1R            | A             | A             | 3R            | 3R            | 2R            | Madrid (terra batuda) | Madrid (terra batuda) | Madrid (terra batuda) | Madrid (terra batuda) | Madrid (terra batuda) | 0 / 6     | 5 − 6     |
| Madrid (terra batuda)    | Hamburg       | Hamburg       | Hamburg       | Hamburg       | Hamburg       | Hamburg       | Hamburg       | Hamburg       | Hamburg       | Hamburg       | 3R                    | A                     | A                     | A                     | A                     | 0 / 6     | 5 − 6     |
| Canadà                   | A             | A             | A             | 2R            | 2R            | A             | A             | 2R            | 2R            | QF            | A                     | A                     | A                     | A                     | A                     | 0 / 4     | 6 − 4     |
| Cincinnati               | A             | A             | 3R            | 2R            | 3R            | A             | 1R            | 2R            | F             | 3R            | 1R                    | 1R                    | 3R                    | 2R                    | 2R                    | 0 / 12    | 16 − 12   |
| Madrid (dura)            | A             | A             | A             | 1R            | 1R            | A             | A             | 2R            | 2R            | 2R            | Xangai                | Xangai                | Xangai                | Xangai                | Xangai                | 0 / 7     | 3 − 7     |
| Xangai                   | Madrid (dura) | Madrid (dura) | Madrid (dura) | Madrid (dura) | Madrid (dura) | Madrid (dura) | Madrid (dura) | Madrid (dura) | Madrid (dura) | Madrid (dura) | 2R                    | A                     | A                     | A                     | A                     | 0 / 7     | 3 − 7     |
| París                    | A             | A             | A             | 2R            | 2R            | A             | 2R            | 3R            | 3R            | SF            | 2R                    | A                     | A                     | A                     | A                     | 0 / 7     | 8 − 7     |
| Total Victòries−Derrotes | 1−4           | 0−4           | 13−9          | 36−24         | 32−26         | 15−13         | 35−21         | 59−25         | 54−24         | 47−24         | 24−21                 | 15−17                 | 18−16                 | 8−13                  | 9−14                  | 366 − 256 | 366 − 256 |
| Rànquing a final d'any   | 220           | 212           | 73            | 28            | 37            | 97            | 23            | 4             | 13            | 10            | 44                    | 135                   | 59                    | 127                   | 153                   |           |           |

### Dobles masculins
| Torneig                  | 1999 | 2000 | 2001 | 2002  | 2003  | 2004 | 2005 | 2006 | 2007 | 2008 | 2009 | 2010 | 2011 | 2012 | 2013 | Títols    | V − D     |
| ------------------------ | ---- | ---- | ---- | ----- | ----- | ---- | ---- | ---- | ---- | ---- | ---- | ---- | ---- | ---- | ---- | --------- | --------- |
| Open d'Austràlia         | A    | A    | A    | 1R    | 3R    | A    | QF   | A    | A    | A    | A    | A    | A    | A    | A    | 0 / 3     | 5 − 3     |
| Roland Garros            | A    | A    | A    | 2R    | A     | A    | A    | A    | A    | A    | A    | A    | A    | A    | A    | 0 / 1     | 1 − 1     |
| Wimbledon                | A    | 1R   | 1R   | 3R    | A     | A    | A    | A    | A    | A    | SF   | A    | A    | 1R   | 3R   | 0 / 6     | 8 − 6     |
| US Open                  | 1R   | 2R   | 2R   | 1R    | A     | A    | A    | A    | A    | A    | A    | A    | A    | 1R   | 1R   | 0 / 6     | 2 − 6     |
| Total Victòries−Derrotes | 1−3  | 3−7  | 8−11 | 21−17 | 16−14 | 14−3 | 7−9  | 8−9  | 6−6  | 6−9  | 13−8 | 6−6  | 1−2  | 7−6  | 15−9 | 132 − 121 | 132 − 121 |
| Rànquing a final d'any   | 300  | 164  | 146  | 45    | 51    | 81   | 112  | 106  | 193  | 159  | 57   | 215  | −    | 148  | 58   |           |           |

## Guardons
- ATP Comeback Player of the Year (2005)
- Arthur Ashe Humanitarian of the Year (2008)